# Ebebiyín
Ebebiyín is een stad in het continentale gedeelte van Equatoriaal-Guinea. Het is de hoofdstad van de provincie Kié-Ntem zetel van het bisdom Ebebiyín. De gemeente (Spaans: municipio) telt ongeveer 61.000 inwoners en is gelegen nabij het drielandenpunt van Equatoriaal-Guinea, Gabon en Kameroen.

## Geboren
- Eric Moussambani (1978), Zwemmer